# Staverden

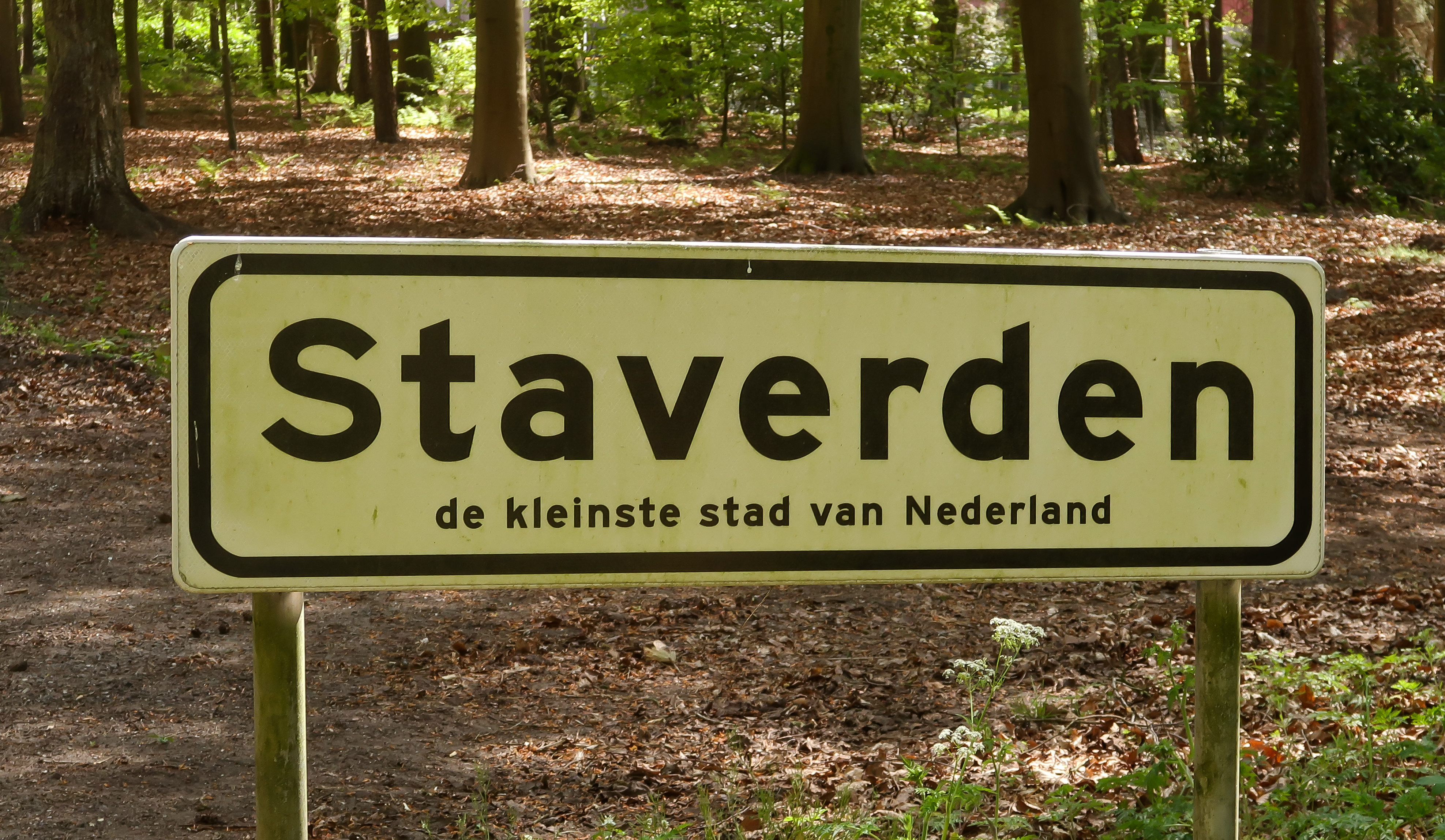
"Staverden, de kleinste stad van Nederland"

Staverden is een buurtschap in de Veluwse gemeente Ermelo, in de Nederlandse provincie Gelderland. Staverden telde in 2018 ongeveer 30 inwoners. De buurtschap is gelegen rondom het gelijknamige kasteel. De postadressen in Staverden vallen onder de plaats Ermelo. Omdat het stadsrechten bezit, wordt het wel de kleinste stad van Nederland genoemd.
Staverden ligt aan de Staverdense beek in het bosachtige gebied tussen Ermelo en Uddel, nabij de buurtschap Leuvenum, iets ten noordoosten van de N302 (Flevoweg).

## Beschermd dorpsgezicht
Een aanzienlijk deel van Staverden is een beschermd dorpsgezicht. Het gebied bestaat uit drie delen. Het middelste deel ligt rond Kasteel Staverden. In het noordelijk deel liggen de Frederik Bernard Hoeve en de Stavohoeve. In het zuidelijk deel liggen de Meerhoeve en Veldkamp. In het totale gebied bevinden zich 45 rijksmonumenten, zoals het kasteel, het koetshuis, de duiventoren en het chalet De Witte Pauwen.

## Stadsrechten
Aan Staverden werden in 1298 stadsrechten verleend door graaf Reinoud I van Gelre. In 1309 werden de verleende stadsrechten bevestigd door de Duitse keizer. Graaf Reinoud had in deze tijd de ambitie om deze plaats te ontwikkelen tot een stad. Tot de vorming van een stad is het echter nooit gekomen en rond 1320 werd het idee opgegeven om van Staverden een stad te maken. Het eind 13e eeuw gebouwde stenen gebouw werd in de loop van de 14e eeuw door de zoon van Reinoud versterkt en omgevormd tot een hof, later een kasteel. Vanwege de verleende stadsrechten wordt Staverden ook wel "de kleinste stad" van Nederland casu quo de Benelux genoemd.

## Legende
Rondom het Kasteel van Staverden, ook wel de Witte Pauwenburcht genoemd, speelt zich de legende af van Leonora van Barchem, de Zwarte Vrouw van Staverden die stierf door liefdesverdriet. Haar geest zou na haar dood nog huilend op Staverden ronddolen. Ook is het kasteel bekend om de populatie van witte pauwen.

## Evenementen en bijzonderheden
Vanaf 2012 werd er enkele jaren de Staverden City Run gehouden (in 2012 in november), oorspronkelijk over de afstanden 4200 en 8400 meter, in 2019 weer (in april) maar nu over 5 en 10 km. Voor kinderen was er een parcours van 1000 meter.
Sinds 2018 is, onder leiding van brouwmeester en oud-tophockeyer Jacques Brinkman, een ambachtelijke productiebrouwerij gevestigd op Landgoed Staverden in het Koetshuis, onder de naam "De Uddelaer".